# Giovanbattista Pellegrini
Pour les articles homonymes, voir Pellegrini.
Giovanbattista Pellegrini, né le 10 janvier 1913, à Venise, en Italie, est un joueur italien de basket-ball.